# Joseph Anton Morath
Joseph Anton Morath (* 13. Januar 1761 in Stühlingen; † 21. Dezember 1831 ebenda) war ein Kunst- und Faßmaler. Er wird verschiedentlich mit Johann Anton Morath verwechselt.

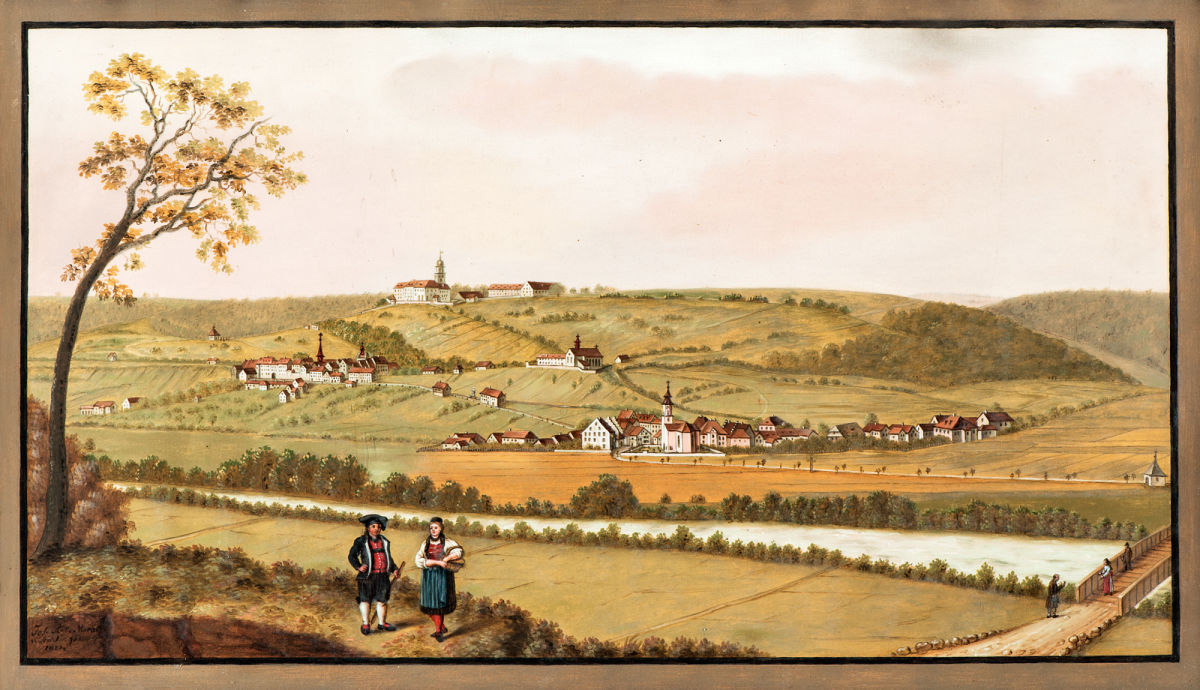
Joseph Anton Morat: Stühlingen, datiert 1821, im Vordergrund Paar in Klettgauer Tracht

## Leben
Sein Vater war der am 7. Oktober 1732 in Bonndorf im Schwarzwald geborene Maler Johann Baptist Morath, dieser wird am 23. September 1766 als Renovator und Maler genannt, er starb bereits mit 47 Jahren. Sein Sohn etablierte sich als Dekorationsmaler und erhielt vor 1794 den Auftrag in der Kirche zu Mühlenbach zwei Seitenaltäre zu fassen. Im Jahr 1806 schuf er das rechte Seitenaltarblatt in der Kirche in Jestetten, das den Hl. Nepomuk darstellt. 1816 sollte er von der Stadt Stühlingen zum Zeichnungsmeister der beantragten Zeichenschule berufen werden, die Schule wurde jedoch nicht verwirklicht. 1827 fertigte er ein Fahnenblatt in Öl für die Kirchgemeinde Waldkirch bei Waldshut, das die Himmelfahrt Maria, die zwölf Apostel und den heiligen Josef mit dem Jesuskind zeigt. 1834 erneuerte er die beiden Seitenaltäre der Jestetter Kirche. Er fertigte einige Öl Porträts von ortsansässigen Persönlichkeiten. Er war Mitglied im Stadtrat und Schatzungseinzieher. Er war verheiratet mit Margarete Trettner aus Gottmadingen sie hatten sechs Kinder, darunter sein Nachfolger als Maler und Lithograf Johann Martin Morat.